# Vadim de Perse
Saint Vadim (également connu sous les noms de Bademe, Bademus [lat], Вадим [ru, ukr], ou encore Βάδιμος [gr]) était un riche et noble citoyen de Bethlapata en Perse alors sous la dynastie des Sassanides, qui fonda un monastère à proximité. Il fut arrêté avec certains de ses disciples et il fut martyrisé en 376 ; il fut par la suite reconnu comme saint.

## Histoire
Saint Vadim est un moine-martyr du IVe siècle (†376), il est né au quatrième siècle dans la ville perse de Bethlapata. Il fut éclairé par les enseignements chrétiens dès son plus jeune âge. Il quitta ses parents riches et nobles, quitta la maison et s'installa dans un petit monastère à l'extérieur de la ville. Sa vie ascétique fut bientôt remarquée et il fut ordonné prêtre. Pendant un certain temps, il se retira dans une montagne déserte et y pria dans la solitude la plus complète, où il eut un jour le privilège de voir la Gloire de Dieu, après quoi il retourna au monastère où il enseigna et prêcha jusqu’à ce qu’on l’exécute.
Le souverain de Perse de l'époque, Shapur II (309-379), menait de nombreuses persécutions contre les chrétiens : les saints Siméon et Isacios, ainsi que beaucoup d'autres, souffrirent de ces persécutions. Au total, plus de 270 victimes de Shapur II ont été reconnues comme martyrs, et leur mémoire est commémorée le jour de la mémoire du moine-martyr Vadim, à savoir le 9 avril pour les chrétiens orthodoxes et le 10 avril pour les chrétiens catholiques.

## Hagiographie
Saint Vadim et ses sept disciples furent jetés en prison, où ils furent soumis à de cruelles tortures, exigeant qu'ils renonçassent au Christ et adorassent la religion zoroastrienne, alors religion d’Etat. Saint Vadim endura quatre mois de torture et, voyant cela, ses disciples s'accrochèrent tout aussi fermement à la foi du Christ.
Dans le même temps, un seigneur chrétien nommé Nirsan (ou Nersan), prince de la province d’Aria, fut également emprisonné parce qu'il refusait de se convertir au zoroastrisme. Il semblait d'abord résolu à garder la foi, mais à la vue des tortures, il céda et promit de se conformer. Afin de tester la sincérité de Nirsan, le roi Shapur II ordonna que saint Vadim fût transféré dans la cellule de Nirsan, qui était en fait une chambre du palais royal. Shapur II ordonna également à Nirsan de tuer saint Vadim pour que ses droits princiers et ses dignités lui fussent rendus.
L'hagiographie raconte que Shapur II lui demanda de décapiter lui-même saint Vadim et que Nirsan, craignant de subir d'autres tourments, y consentit. Pour cette trahison, Shapur II lui promit le pardon et une récompense. Saint Vadim fut amené à Nirsan enchaîné et on donna une épée à son bourreau.
Nirsan accepta les conditions. Une épée fut placée dans sa main et il s'avança pour la plonger dans la poitrine de l’archimandrite. Mais, saisi d'une terreur soudaine, il s'arrêta net et ne put, pendant un certain temps, lever le bras pour frapper. Malgré cela, il tenta de s'endurcir et continua, en tremblant, à viser les flancs du martyr. La peur, la honte, le remords et le respect se mêlaient pour rendre ses coups faibles et instables. Les blessures du saint étaient si nombreuses que les spectateurs auraient admiré sa patience invincible.
Saint Vadim lui dit :

« Ta méchanceté, Nirsan, a-t-elle atteint le point où non seulement tu as renié Dieu, mais tu commences à tuer ses serviteurs ? Malheur à toi, malheureux, que feras-tu le jour où tu apparaîtras dans le terrible jugement pour répondre à Dieu ! Je mourrai volontiers dans les tourments pour l'amour du Christ, mais je ne veux pas mourir de ta main. »

Nirsan frappa de son épée, mais ne put couper la tête du saint immédiatement. En effet, il fallut quatre coups à Nirsan pour réussir à séparer la tête du martyr de son corps. Saint Vadim subit la torture jusqu'à ce que le bourreau pût enfin lui couper la tête. L'exécution du moine-martyr Vadim est datée de l'année 376.
Selon l'hagiographie, la force d'âme du saint impressionna les païens, et bien que Nirsan reçût ce qui lui avait été promis, cela ne le réjouit pas : tourmenté par sa conscience, il se suicida bientôt en se jetant sur l'épée. Après la mort du roi Shapur II, les disciples de saint Vadim furent libérés de prison, dans laquelle ils souffraient pendant cinq ans. Le corps de saint Vadim fut chassé de la ville par les Sassanides, mais les chrétiens l'emportèrent et l'enterrèrent en secret. Ses disciples furent libérés de leurs chaînes en 379, après la mort du roi Shapur II.